# FC Viikingit
Il FC Viikingit, chiamato comunemente Viikingit, è una società di calcio finlandese con sede a Vuosaari, Helsinki. Ha militato in Veikkausliiga solamente nella stagione 2007, venendo immediatamente retrocesso. Nella stagione 2017 gioca nella Kakkonen, la terza serie del campionato di calcio finlandese.

## Storia
Il club fu fondato nel 1965 come Vuosaaren Viikingit nel quartiere di Vuosaari della capitale Helsinki. Nei primi vent'anni giocò tra il quarto e il sesto livello del campionato finlandese di calcio, per poi raggiungere il campionato di Kakkonen, terzo livello nazionale, nel 1996. La presenza in Kakkonen durò un solo anno, a seguito del quale avvenne una riorganizzazione societaria, che portò alla denominazione attuale di FC Viikingit.
In pochi anni il Viikingit seppe raccogliere attorno a sé un numero crescente di pubblico e nel biennio 2000-2001 fece il doppio salto passando dal campionato di Kolmonen al campionato di Kakkonen prima e alla Ykkönen dopo. Nel 2006, al quinto anno in Ykkönen, il Viikingit vinse il campionato e fu promosso in Veikkausliiga, la massima serie del campionato finlandese, per la prima volta nella sua storia. Nel 2007, alla prima partecipazione alla Veikkausliiga, il Viikingit concluse al tredicesimo e penultimo posto, accedendo allo spareggio salvezza contro il RoPS, secondo classificato della Ykkönen: dopo aver perso la gara di andata per 1-0 a Rovaniemi, il Viikingit si fermò sull'1-1 nella gara di ritorno in casa, retrocedendo così in Ykkönen. Nelle stagioni successive provò a ritornare in Veikkausliiga, concludendo due volte il campionato di Ykkönen al secondo posto, accedendo allo spareggio promozione, ma perdendo in entrambe le occasioni: nel 2008 sconfitto dal KuPS e nel 2010 sconfitto dal JJK. Nel 2014, invece, il Viikingit chiuse il campionato all'ultimo posto con soli 6 punti conquistati in 27 giornate, frutto di una vittoria e tre pareggi, retrocedendo in Kakkonen.

## Palmarès

### Competizioni nazionali
- Ykkönen: 1

2006
- Kakkonen: 2

2001, 2017

### Altri piazzamenti
- Ykkönen:

Secondo posto: 2008, 2010
Terzo posto: 2009, 2012